# 카를레스 푸욜
카를레스 푸욜 사포르카다(카탈루냐어: Carles Puyol Saforcada, 1978년 4월 13일 ~ )은 스페인의 은퇴한 축구 선수이다.

## 클럽 경력
FC 바르셀로나 원클럽맨으로 FC 바르셀로나 전성기의 주역이다.
그는 40살까지 현역으로 뛴다고 선언했지만 노쇠화와 무릎부상으로 인해 2014년 5월 16일 36살의 나이로 은퇴를 선언했다.
은퇴 전까지 FC 바르셀로나의 주장을 줄 곧 맡아 왔다.

## 국가대표팀 경력
푸욜은 스페인 대표로 2000년 하계 올림픽, 2002년 FIFA 월드컵, UEFA 유로 2004, 2006년 FIFA 월드컵, UEFA 유로 2008, 2010년 FIFA 월드컵 등 많은 국제 대회에 참가했지만, 비공식적으로 카탈루냐 대표로 뛰기도 했었다. 2013년 2월 6일, 우루과이와의 평가전에서 뒤늦게 FIFA 센추리 클럽에 가입하였다.
2010년 FIFA 월드컵 당시 독일과의 4강전에서의 인상적인 헤딩골로 스페인의 1:0 승리를 이끌어 FIFA 월드컵 첫 우승에 크게 일조했다. 

## 플레이 스타일
푸욜은 투쟁적인 수비수로서 저돌적인 태클로 상대방 공격을 차단하는 역할을 잘수행한다. 과거에 가끔씩 지나친 파이팅으로 인한 성급한 태클로 다소 지적을 받았으나 현재는 지능적인 플레이도 개선하게 된다. 푸욜은 대부분의 스페인 선수들과 같이 안정적인 테크닉과 드리블 능력을 지니며 센터백으로 비교적 작은 키에도 불구하고 제공력 역시 무난하다. 선수 경력 초기에는 풀백으로 활약한 만큼 측면수비자원으로도 뛸 수 있으며 상당히 위협적인 오버래핑을 종종 과시한다.

## 사생활
푸욜은 또한 상대팀에 대한 예우로도 유명한데, 상대 팀 선수를 일으켜 주는 등의 신사적인 행동이 그 예이며, 퇴장당한 상대 팀 선수에게 뺨을 맞고도 웃어 넘기고, 달려온 동료 호나우지뉴가 이에 화를 내자 그를 말리는 영상이 화제가 되기도 했다. 한편, 2010-2011 시즌의 엘 클라시코 경기에서 같은 스페인 국가대표 팀의 후배인 세르히오 라모스가  레알마드리드와 바르셀로나의 경기에서 푸욜의 빰을 치며 밀쳐 넘어뜨리는 비신사적 행동을 범했다.

## 기타
- 'FIFA 월드컵 우승을 경험한 선수가 아니면 그 어느 누구도 트로피에 손댈 수 없다'는 규정 때문에 2014년 FIFA 월드컵 결승전에서는 FIFA 월드컵 트로피를 푸욜이 운반했다.

## 수상 내역
바르셀로나
- 프리메라리가 : 우승 (2004-05, 2005-06, 2008-09, 2009-10, 2010-11, 2012-13)
- 코파 델 레이 : 우승 (2008-09, 2011-12), 준우승 (2010-11, 2013-14)
- 수페르코파 데 에스파냐 : 우승 (2005, 2006, 2009, 2010, 2011, 2013), 준우승 (2012)
- UEFA 챔피언스리그 : 우승 (2005-06, 2008-09, 2010-11), 4강 (2007-08, 2009-10, 2011-12, 2012-13)
- UEFA 슈퍼컵 : 우승 (2009, 2011), 준우승 (2006)
- FIFA 클럽 월드컵 : 우승 (2009, 2011), 준우승 (2006)

 스페인
- 올림픽 축구 : 은메달 (2000)
- UEFA 유럽 축구 선수권 대회 : 우승 (2008)
- FIFA 컨페더레이션스컵 : 3위 (2009)
- FIFA 월드컵 : 우승 (2010)

개인
- UEFA 클럽 풋볼 어워드 : 최우수 수비수상 (2005-06)
- UEFA 올해의 팀 : 2002, 2005, 2006, 2008, 2009, 2010
- FIFA/FIFPro 월드 베스트 XI : 2007, 2008, 2010
- UEFA 유럽 축구 선수권 대회 올스타 팀 : 2008
- FIFA 컨페더레이션스컵 베스트 11 : 2009
- FIFA 월드컵 올스타 팀 : 2010

## 같이 보기
- A매치 100경기 이상 출전한 축구 선수 명단
- 원클럽맨 명단